# Fern (Wisconsin)
Fern es un pueblo ubicado en el condado de Florence en el estado estadounidense de Wisconsin. En el Censo de 2010 tenía una población de 159 habitantes y una densidad poblacional de 1,75 personas por km².

## Geografía
Fern se encuentra ubicado en las coordenadas 45°50′36″N 88°22′6″O / 45.84333, -88.36833. Según la Oficina del Censo de los Estados Unidos, Fern tiene una superficie total de 90.97 km², de la cual 87.93 km² corresponden a tierra firme y (3.35%) 3.04 km² es agua.

## Demografía
Según el censo de 2010, había 159 personas residiendo en Fern. La densidad de población era de 1,75 hab./km². De los 159 habitantes, Fern estaba compuesto por el 99.37% blancos, el 0% eran afroamericanos, el 0% eran amerindios, el 0% eran asiáticos, el 0.63% eran isleños del Pacífico, el 0% eran de otras razas y el 0% pertenecían a dos o más razas. Del total de la población el 0% eran hispanos o latinos de cualquier raza.